# هلمر مورنر
هلمر مورنر (انگلیسی: Helmer Mörner; ۸ مهٔ ۱۸۹۵ – ۵ ژانویهٔ ۱۹۶۲) سوارکار و سرگرد ارتش اهل سوئد بود.